# 小秃鷹峽谷國家公園

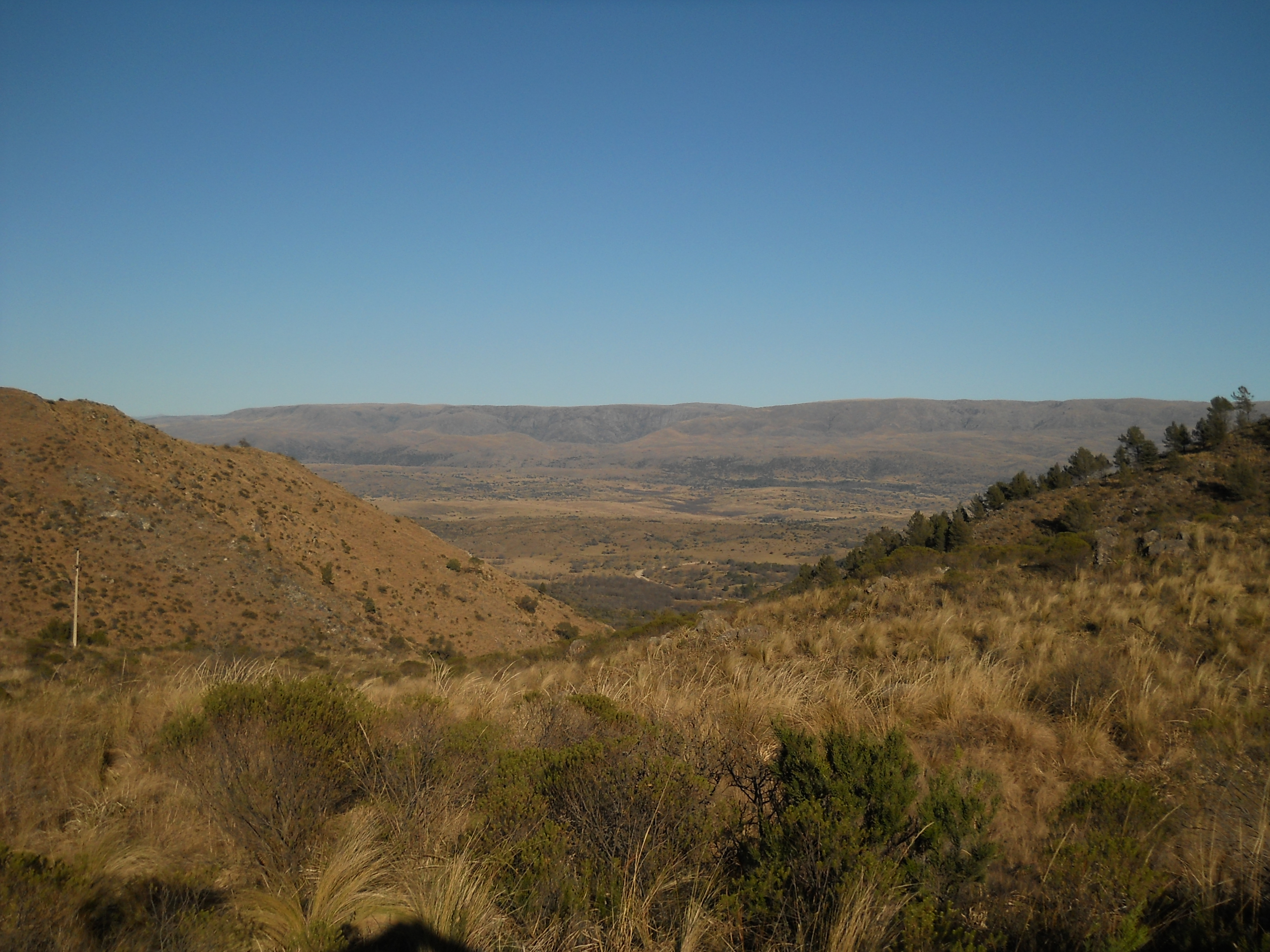

31°40′00″S 64°40′00″W / 31.6667°S 64.6667°W
小秃鷹峽谷國家公園（西班牙語：Parque nacional Quebrada del Condorito）是阿根廷科爾多瓦省的國家公園，位於該國中北部，距離科爾多瓦85公里，面積373平方公里，成立於1996年11月28日。